# Stanley Kubrick
Stanley Kubrick (sinh ngày 26 tháng 7 năm 1928 – mất ngày 7 tháng 3 năm 1999) là một đạo diễn, nhà sản xuất phim và nhà biên kịch người Mỹ gốc Do Thái. Ông được coi là một trong những đạo diễn vĩ đại nhất của thế kỉ 20 và đã từng đạo diễn nhiều bộ phim được đánh giá rất cao như Dr. Strangelove, 2001: A Space Odyssey, The Shining, Full Metal Jacket, A Clockwork Orange và đôi khi cũng gây ra nhiều tranh cãi. Một vài trong số phim của ông đã trở thành phim kinh điển thuộc nhiều thể loại.

## Tiểu sử
Stanley Kubrick sinh ngày 26 tháng 7 năm 1928 tại Bệnh viên Lying-In thuộc khu Manhattan, Thành phố New York trong 1 gia đình gốc Do Thái. Stanley là con đầu lòng của ông Jacques Leonard Kubrick (1901–1985) và bà Gertrude (1903–1985). Năm 1934 Stanley có thêm một người em gái là Barbara.
Stanley Kubrick học phổ thông tại trường William Howard Taft High School từ năm 1941 đến năm 1945. Là một học sinh có thành tích học tập không được xuất sắc, Stanley Kubrick tốt nghiệp phổ thông vào năm 1945 với điểm số là 67/100 và được xếp loại trung bình. Không thể tiếp tục hy vọng học cao hơn khi các cựu chiến binh Chiến tranh thế giới thứ hai trở về và tràn ngập các trường cao đẳng và đại học.
Trong thời gian học phổ thông, Stanley Kubrick được chọn là người chụp ảnh chính thức của trường và sau khi tốt nghiệp ông quyết định theo đuổi nghề này bằng việc bán ảnh cho tạp chí Look ở thành phố New York. Stanley còn kiếm sống thêm bằng nghề đánh cờ vua ở Công viên Washington Square và những câu lạc bộ cờ ở khu Manhattan. Trong thời gian làm phóng viên ảnh cho tạp chí Look, ngày 29 tháng 5 năm 1948, Stanley Kubrick làm đám cưới với Toba Metz (khi đó mới 18 tuổi), hai người sống ở khu Greenwich Village, đến năm 1951 thì họ ly dị.

## Sự nghiệp điện ảnh

### Thời kì đầu (1951-1957)
Năm 1951, một người bạn của Kubrick là Alex Singer đã thuyết phục ông thực hiện những phim tài liệu ngắn cho chương trình phim thời sự March of Time. Kubrick đồng ý và tự bỏ tiền ra làm bộ phim Day of the Fight (1951) để rồi sau đó bán lại cho hãng phim RKO Pictures với giá 100 USD. Tìm được niềm đam mê và nghề nghiệp thực sự, Kubrick bỏ công việc ở tạp chí Look và bắt tay vào làm bộ phim tài liệu ngắn thứ hai có tên Flying Padre (1951), lần này do hãng RKO đầu tư. Bộ phim thứ ba của Kubrick, The Seafarers (1953), là bộ phim màu đầu tiên của ông, đó là một đoạn phim quảng cáo dài 30 phút cho Hiệp hội thủy thủ quốc tế (Seafarers International Union).
Bộ phim truyện thực sự đầu tiên của Kubrick là Fear and Desire (1953), bộ phim được giới phê bình đánh giá tốt nhưng thất bại về mặt doanh thu. Về cuối đời, đạo diễn Kubrick nói rằng ông cảm thấy xấu hổ vì bộ phim này quá "nghiệp dư" và ông cố gắng mua tất cả các bản phim có ngoài thị trường để ngăn mọi người xem được tác phẩm đầu tay của mình. Quan hệ vợ chồng của Kubrick và Toba cũng tan vỡ trong giai đoạn thực hiện bộ phim này. Năm 1952, đạo diễn gặp người vợ thứ hai tương lai của mình là một vũ công và nghệ sĩ thiết kế sân khấo gốc Áo tên là Ruth Sobotka. Hai người sống chung từ năm 1952 đến năm 1955 ở East Village và họ làm đám cưới ngày 15 tháng 1 năm 1955. Sobotka đã tham gia một vai nhỏ trong bộ phim truyện tiếp theo của Kubrick, Killer's Kiss (1954), bà còn đảm nhiệm vai trò phụ trách nghệ thật cho bộ phim The Killing (1956) của chồng. Giống như Fear and Desire, Killer's Kiss có thời lượng ngắn và cũng chỉ thành công về mặt nghệ thuật.
Người bạn Alex Singer đã giới thiệu Kubrick với nhà sản xuất James B. Harris, người sau này trở thành bạn và người cộng tác thân thiết của đạo diễn đến cuối đời. Kubrick và Harris đã thành lập hãng phim chung có tên Harris-Kubrick Productions. Hai người đã mua bản quyền cuốn tiểu thuyết Clean Break của Lionel White, dựa vào tác phẩm này Kubrick và nhà biên kịch Jim Thompson đã viết kịch bản cho bộ phim tiếp theo của Kubrick là The Killing. Đây là tác phẩm đầu tiên của đạo diễn có đội ngũ làm phim chuyên nghiệp thực sự và tiếp tục được giới phê bình đánh giá cao mặc dù doanh thu thấp. Chính thành công của The Killing đã giúp công ty Harris-Kubrick Productions thu hút được sự chú ý của một trong các hãng phim lớn nhất Hollywood là Metro-Goldwyn-Mayer, hãng này đã đề nghị được cung cấp các truyện gốc đã mua bản quyền để Kubrick thực hiện bộ phim tiếp theo.
Tác phẩm tiếp theo do Kubrick đạo diễn là một bộ phim phản chiến có bối cảnh Chiến tranh thế giới thứ nhất, bộ phim Paths of Glory (1957). Đây là bộ phim thành công về mặt thương mại đầu tiên của Stanley và đưa ông vào hàng ngũ các đạo diễn trẻ đang lên ở Hollywood. Paths of Glory được quay ở München, Đức. Tại đây Stanley đã gặp nữ diễn viên người Đức Christiane Harlan (nghệ danh là "Susanne Christian", sinh năm 1932), người đóng vai nữ có thoại duy nhất của Paths of Glory. Năm 1957, Kubrick ly dị Ruth Sobotka và ông cưới Harlan năm 1958, hai người chung sống với nhau cho đến khi đạo diễn qua đời năm 1999.

### Thành công và tranh cãi (1958-1980)
Quay trở lại Mỹ, nhà sản xuất và diễn viên nổi tiếng Kirk Douglas đề nghị Stanley Kubrick thay thế Anthony Mann làm đạo diễn bộ phim Spartacus (1960). Dựa trên sự kiện lịch sử về cuộc nổi loạn của những người nô lệ chống lại chính quyền La Mã, Spartacus đã giúp Stanley Kubrick thực sự trở thành một đạo diễn hàng đầu của điện ảnh Mỹ khi bộ phim hết sức thành công cả về mặt nghệ thuật và thương mại. Nhưng trong quá trình thực hiện bộ phim, Kubrick đã nảy sinh mâu thuẫn với Kirk Douglas và đạo diễn cảm thấy việc giữ được sự độc lập sáng tạo dưới sức ép tài chính của Hollywood là cực kì khó khăn. Vì lý do này, Stanley Kubrick quyết định chuyển sang Anh sinh sống từ năm 1962.
Bộ phim đầu tiên Kubrick đạo diễn sau khi sang Anh là Lolita, một chuyển thể từ tác phẩm cùng tên gây tranh cãi của nhà văn Vladimir Nabokov về mối quan hệ giữa một người đàn ông mắc chứng ái nhi và một cô bé 12 tuổi. Tương tự tiểu thuyết gốc, bộ phim của Kubrick cũng gây tranh cãi ngay từ quá trình sản xuất với dòng giới thiệu nổi tiếng: "How did they ever make a film of 'Lolita'?" - "Làm sao người ta có thể làm một bộ phim về 'Lolita'?". Được phát hành năm 1962 với giới hạn "chỉ cho người lớn" (Adults Only), bộ phim đã thành công về mặt thương mại và được đề cử Giải Oscar cho kịch bản chuyển thể xuất sắc nhất, còn Sue Lyon, nữ diễn viên thủ vai Lolita, đã được trao Giải Quả cầu vàng cho nữ diễn viên mới xuất sắc nhất.
Sau Lolita, Kubrick bắt tay vào làm bộ phim kén người xem (cult film) Dr. Strangelove or: How I Learned to Stop Worrying and Love the Bomb (1964) dựa trên cuốn tiểu thuyết Red Alert của Peter George. Trong khi Red Alert đề cập một cách nghiêm túc tới một cuộc chiến tranh hạt nhân giả tưởng trong thời kì Chiến tranh lạnh thì Dr. Strangelove lại được Stanley Kubrick dựng thành một tác phẩm bi hài kịch (black humor) xuất sắc về hiểm họa hạt nhân. Dr. Strangelove nói về cuộc tấn công hạt nhân có chủ ý viên tướng Không quân Hoa Kỳ Jack D. Ripper (Sterling Hayden thủ vai) chống lại Liên Xô. Một lần nữa tác phẩm của Kubrick lại thành công cả về nghệ thuật và doanh thu, nó được coi là biểu tượng của sự xung đột văn hóa ở Mỹ cuối thập niên 1960. Dr. Strangelove được đề cử 4 giải Oscar (bao gồm cả giải Đạo diễn và giải Phim hay nhất). 

Cảnh phim ấn tượng của Jack Nicholson trong The Shining

Tiếp nối thành công của Dr. Strangelove, đạo diễn mất tới 5 năm để chuẩn bị cho bộ phim tiếp theo của ông, 2001: A Space Odyssey (1968), một bộ phim khoa học giả tưởng với nhiều kỹ xảo hình ảnh mang tính đột phá và nhạc phim xuất sắc. 2001: A Space Odyssey đã thu được lượng người xem khổng lồ, trở thành một hiện tượng văn hóa thời kì đó và được coi là bộ phim nổi tiếng và có ảnh hưởng nhất của Kubrick.
Năm 1971, Kubrick hoàn thành bộ phim gây tranh cãi nhất trong sự nghiệp của ông, A Clockwork Orange, một bức tranh gây sốc về tình trạng bạo lực của xã hội. Bộ phim khi phát hành đã bị dán mác X (X rated - chỉ dành cho người trên 18 tuổi). Dựa trên cuốn tiểu thuyết của Anthony Burgess, A Clockwork Orange là câu chuyện về một tay du côn vị thành niên tên là Alex (Malcolm McDowell đóng), kẻ lấy việc hành hạ, tra tấn, cưỡng bức người khác làm thú vui và không bao giờ cảm thấy tội lỗi hoặc áy náy. Sau khi phát hành, bộ phim gây nhiều phản ứng tới mức đạo diễn phải rút nó khỏi hệ thống phân phối ở Anh và tác phẩm chỉ được phát hành trở lại ở đây sau gần 30 năm (năm 2000). Việc một đạo diễn có quyền rút tác phẩm của mình khỏi hệ thống phân phối cũng chứng tỏ sự tin tưởng tuyệt đối của hãng phim Warner Brothers với Kubrick.
Bộ phim tiếp theo do Kubrick đạo diễn là Barry Lyndon (1975), bộ phim dựa trên tiểu thuyết nổi tiếng The Luck of Barry Lyndon của William Makepeace Thackeray, đây được coi là tác phẩm kém nhất của đạo diễn kể từ sau Dr. Strangelove mặc dù có dàn diễn viên nổi tiếng với Ryan O'Neal, Marisa Berenson, Marie Kean và phong cách quay phim mang đặc sắc với việc chỉ dùng ánh sáng tự nhiên trong một số cảnh quay. Bộ phim cũng không thành công về lượng người xem ở Mỹ tuy vẫn được đề cử tới 7 giải Oscar.
Mãi đến năm 1980, Kubrick mới thực hiện bộ phim tiếp theo của ông, phim The Shining. Đây là bộ phim rùng rợn dựa trên tiểu thuyết cùng tên của Stephen King và có sự tham gia của ngôi sao Jack Nicholson. Tuy bị giới phê bình chỉ trích ngay khi công chiếu nhưng The Shining vẫn thành công lớn về mặt doanh thu và được người hâm mộ coi là một trong những bộ phim rùng rợn kinh điển của điện ảnh Mỹ.

### Chặng cuối sự nghiệp (1981-1999)
Càng về cuối đời tốc độ làm việc của đạo diễn càng chậm dần, phải đến 7 năm sau, năm 1987 Kubrick mới hoàn thành bộ phim tiếp theo của ông, Full Metal Jacket, tác phẩm dựa trên tiểu thuyết của Gustav Hasford về đề tài Chiến tranh Việt Nam. Full Metal Jacket nhận được phản ứng khá tích cực từ giới phê bình và khán giả nhưng thành công của nó đã bị phủ bóng bởi bộ phim xuất sắc cùng đề tài của đạo diễn Oliver Stone, phim Trung đội (Platoon).
Hoàn thành Full Metal Jacket, Stanley Kubrick im tiếng hơn 10 năm ở Hollywood và nhiều người cho rằng đạo diễn nổi tiếng đã thực sự nghỉ hưu. Mãi đến năm 1999, Kubrick mới cho ra mắt bộ phim mới nhất và cũng là tác phẩm cuối cùng của ông, bộ phim Eyes Wide Shut với hai vai chính do cặp vợ chồng diễn viên nổi tiếng của điện ảnh Mỹ khi đó là Tom Cruise và Nicole Kidman đóng. Bộ phim mất đến hơn hai năm để hoàn thành và khi công chiếu lại chỉ thành công hạn chế về mặt doanh thu trong khi nhận phải nhiều lời chỉ trích về tiết tấu chậm và những phân cảnh về tình dục của nó.
Chỉ vài ngày sau khi hoàn thành cảnh phim cuối cùng của Eyes Wide Shut, vị đạo diễn 71 tuổi Stanley Kubrick đã đột ngột qua đời vì nhồi máu cơ tim trong khi đang ngủ. Ông được chôn cất tại Childwickbury Manor, Hertfordshire, Anh. Kubrick qua đời trong khi còn đang dang dở nhiều dự án làm phim chưa thực hiện được như một bộ phim về Napoléon Bonaparte hay bộ phim Trí tuệ nhân tạo (A.I. Artificial Intelligence, sau được Steven Spielberg hoàn thành).

## Các phim đã thực hiện
Phim tài liệu ngắn
- Day of the Fight (1951)
- Flying Padre (1951)
- The Seafarers (1953)

Phim truyện
| Năm  | Tên phim                                                             |
| ---- | -------------------------------------------------------------------- |
| 1953 | Fear and Desire                                                      |
| 1955 | Killer's Kiss                                                        |
| 1956 | The Killing                                                          |
| 1957 | Paths of Glory                                                       |
| 1960 | Spartacus                                                            |
| 1962 | Lolita                                                               |
| 1964 | Dr. Strangelove or: How I Learned to Stop Worrying and Love the Bomb |
| 1968 | 2001: A Space Odyssey                                                |
| 1971 | A Clockwork Orange                                                   |
| 1975 | Barry Lyndon                                                         |
| 1980 | The Shining                                                          |
| 1987 | Full Metal Jacket                                                    |
| 1999 | Eyes Wide Shut                                                       |